# 荀朗
荀朗（518年—565年），字深明，潁川潁陰人，南北朝南梁、南陳官員。
荀朗的祖父荀延祖是南梁潁川太守，父親荀伯道則是南梁的衛尉卿。他少年性格豪爽，有將帥的謀略，從梁朝廬陵王蕭續的行參軍起家。侯景之亂時，荀朗招攬民眾同行據守巢湖，不屬於任何人。臺城被攻陷後，梁簡文帝密詔授與他雲麾將軍、豫州刺史，下令他和各諸侯王討伐侯景；侯景命令儀同宋子仙、任約等人頻頻征討，荀朗據山立寨固守，宋子仙未能攻破。當時京師饑荒，百姓都逃難到江外謀生，他就招引部隊，贈送衣食給百姓以賑災，於是部隊聚眾到數萬人。侯景在巴陵戰敗，荀朗在濡須攔截侯景，擊敗他的後續部隊。王僧辯東征，荀朗派遣部將范寶勝及和弟弟荀曉率領二千兵士協助。平定侯景後，他又於踟躕山打敗北齊將領郭元建；承聖二年（553年），他帶領萬餘命士兵過江，到宣城郡邊安頓，梁元帝讓他擔任持節、通直散騎常侍、安南將軍、都督南兗州諸軍事、南兗州刺史，但他未赴任，荊州就已經失陷。陳霸先輔政，北齊的蕭軌、東方老入侵，佔領石頭城，荀朗從宣城赴戰，和侯安都等人打敗齊軍。
南陳永定元年（557年），荀朗得賜爵興寧縣侯，食邑二千戶，封他的兄長荀昂為左衛將軍，弟弟荀晷為太子右衛率。很快他伴隨陳蒨在南皖拒守王琳。陳霸先駕崩，宣太后和舍人蔡景歷密不發喪，荀朗的弟弟荀曉在建康暗中探悉，就陰謀率領家兵襲擊。事情敗露，蔡景歷殺死荀曉，同時囚禁荀朗和他的兄弟。陳蒨即位為陳文帝後釋放他們，撫慰荀朗，下令他和侯安都等人防守王琳。王琳敗亡，荀朗遷任使持節、安北將軍、散騎常侍、都督霍晉合三州諸軍事、合州刺史。天嘉六年（565年）他去世，虛歲四十八，贈南豫州刺史，諡壯，兒子荀法尚嗣爵。

## 引用
1. 1 2  《陳書·卷十三·列傳第七》：荀朗字深明，潁川潁陰人也。祖延祖，梁潁川太守，父伯道，衛尉卿。朗少慷慨，有將帥大略，起家梁廬陵王行參軍。
2. 1 2  《南史·卷六十七·列傳五十七》：荀朗字深明，潁川潁陰人也。祖延祖，梁潁川太守。父伯道，衛尉卿。朗少慷慨，有將帥大略。
3. ↑  《陳書·卷十三·列傳第七》：侯景之亂，朗招率徒旅，據巢湖閒，無所屬。臺城陷後，簡文帝密詔授朗雲麾將軍、豫州刺史，令與外藩討景。景使儀同宋子仙、任約等頻往征之，朗據山立砦自守，子仙不能克。時京師大饑，百姓皆於江外就食，朗更招致部曲，解衣推食，以相賑贍，眾至數萬人。侯景敗於巴陵，朗出自濡須截景，破其後軍。王僧辯東討，朗遣其將范寶勝及弟曉領兵二千助之。侯景平後，又別破齊將郭元建於踟躕山。梁承聖二年，率部曲萬餘家濟江，入宣城郡界立頓。梁元帝授朗持節、通直散騎常侍、安南將軍、都督南兗州諸軍事、南兗州刺史。未行而荊州陷。高祖入輔，齊遣蕭軌、東方老等來寇，據石頭城。朗自宣城來赴，因與侯安都等大破齊軍。
4. ↑  《南史·卷六十七·列傳五十七》：侯景之亂，據巢湖，無所屬。台城陷沒後，梁簡文帝密詔授朗豫州刺史，令與外蕃討景。景使儀同宋子仙、任約等頻征之，不能克。時都下饑，朗更招致部曲，眾至數萬。侯景敗于巴陵，朗截破其後軍。景平後，又別破齊將郭元建於踟躕山。及魏克荊州，陳武帝入輔，齊遣蕭軌、東方老等來寇，據石頭，朗自宣城來赴，與侯安都等大破之。
5. ↑  《陳書》卷3：〔天嘉元年四月〕乙未，以安南將軍荀朗為安北將軍、合州刺史。
6. ↑  《陳書·卷十三·列傳第七》：永定元年，賜爵興寧縣侯，邑二千戶，以朗兄昂為左衛將軍，弟晷為太子右衛率。尋遣朗隨世祖拒王琳於南皖。高祖崩，宣太后與舍人蔡景歷祕不發喪，朗弟曉在都微知之，乃謀率其家兵襲臺。事覺，景歷殺曉，仍繫其兄弟。世祖即位，並釋之。因厚撫慰朗，令與侯安都等共拒王琳。琳平，遷使持節、安北將軍、散騎常侍、都督霍晉合三州諸軍事、合州刺史。天嘉六年卒，時年四十八。贈南豫州刺史，諡曰壯。子法尚嗣。
7. ↑  《南史·卷六十七·列傳五十七》：武帝受禪，賜爵興甯縣侯，以朗兄昂為左衛將軍，弟晷為太子右衛率。武帝崩，宣太后與舍人蔡景曆秘不發喪，朗弟曉在都微知之，謀率其家兵襲台。事覺，景曆殺曉，仍系其兄弟。文帝即位，並釋之。因厚撫朗，令與侯安都等拒王琳。琳平，遷都督、合州刺史。卒，諡曰壯。子法尚嗣。

## 延伸阅读
[在维基数据编辑]
 《陳書·卷13》，出自姚思廉《陳書》
 《南史·卷67》，出自李延壽《南史》